# Тихон Задонский
Тихон Задонский (в миру Тимофей Савельевич Соколов, при рождении Кириллов; 1724, Короцко, Санкт-Петербургская губерния — 13 (24) августа 1783, Задонский монастырь) — епископ Русской православной церкви, епископ Воронежский и Елецкий, богослов, крупнейший православный религиозный просветитель XVIII века.
Канонизирован Русской церковью в лике святителей, почитается как чудотворец.

## Жизнеописание
Родился в 1724 году в селе Короцко в семье бедного псаломщика Савелия Кириллова. Новая фамилия — Соколов — была присвоена ему в Новгородской духовной семинарии.
Тимофей рано лишился отца, после смерти которого семья осталась в почти нищенской обстановке. «Как я начал себя помнить, в доме при матери нашей было нас четыре брата и две сестры, отца своего я не помню. Старший брат был дьячком, средний взят на военную службу, а мы все ещё малы были и жили в великой бедности, так что нуждались в дневной пище. В нашем приходе был ямщик богатый, но бездетный. Он часто приходил к нам и полюбил меня. Не раз он просил меня у матушки: „Отдай мне Тиму своего, я воспитаю его вместо сына, и все мое будет принадлежать ему“. Жаль было матушке отдать меня, но крайний недостаток в пропитании заставил её согласиться, и она повела меня за руку к ямщику. Старшего брата в то время не было дома, но возвратившись и узнав от сестры, что матушка повела меня к ямщику, он бросился за нами и, став на колени, стал умолять матушку: „Куда вы ведёте брата? Не хочу я, чтобы брат был ямщиком; лучше сам пойду по миру, а не отдам ямщику; постараемся выучить его грамоте, тогда он может определиться в пономари или дьячки“. Матушка вернулась домой».
Бедность в семье была страшная. «Бывало, как в доме есть нечего, так целый день бороню пашню у богатого мужика, чтобы только хлебом меня накормили».

### Образование
В 1738 году Тимофей был привезён матерью в Новгород для поступления в духовное училище. 11 декабря 1738 года Тимофей, по просьбе старшего брата, бывшего причетником в Новгороде и взявшего его на своё иждивение, был зачислен в Новгородскую духовную славянскую школу при архиерейском доме.
В 1740 году старанием архиепископа Новгородского Амвросия (Юшкевича) Духовная славянская школа была преобразована в Духовную семинарию. Из всего тысячного состава учащихся Духовной школы Тимофей, как один из способнейших к наукам, был переведён во вновь открытую семинарию и принят на казённое содержание. С этого времени он стал получать бесплатно хлеб и кипяток. «Бывало, как получу хлеб, половину оставлю для себя, а другую продам и куплю свечу, с ней сяду за печку и читаю книжку. Товарищи мои, богатых отцов дети, найдут отопки лаптей моих и начнут смеяться надо мною и лаптями махать на меня, говоря: „Величаем тя, святителю!“».
Обучался Тимофей в семинарии почти 14 лет: два года — грамматике и по четыре года — риторике, философии и богословию. Длительный период обучения связан с тем, что в недавно открытой семинарии был недостаток учителей. По окончании же семинарии в 1754 году Тимофей получил кафедру риторики, одновременно преподавал греческий язык и богословие.

### Монашество
10 апреля 1758 года, в возрасте 34 лет, архимандритом Новгородского Антониева монастыря Парфением (Сопковским) Тимофей был пострижен в монашество с именем Тихон и назначен преподавателем философии в Новгородской семинарии.
18 января 1759 года определён префектом Новгородской духовной семинарии и по просьбе Тверского епископа Афанасия (Вольховского) назначен архимандритом Тверского Желтикова Успенского монастыря.
В том же году переведён архимандритом Тверского Успенского Отроча монастыря с назначением ректором Тверской духовной семинарии, учителем богословия и присутствующим в духовной консистории.

### Епископ
13 мая 1761 года в Санкт-Петербургском Петропавловском соборе хиротонисан во епископа Кексгольмского и Ладожского, викария Новгородской епархии, с назначением управляющим Новгородским Хутынским Спасо-Варлаамиевым монастырём.
По поводу хиротонии архимандрита Тихона во епископа интересен следующий факт. Когда потребовалось назначить викария в Новгородскую епархию, архиепископ Новгородский Димитрий (Сеченов) предложил семь кандидатов. В первый день Пасхи архиепископ Димитрий с епископом Смоленским Парфением (Сопковским) должны были метать о них жребий. Владыка Парфений просил включить в число кандидатов и ректора Тверской духовной семинарии, архимандрита Тихона. «Он ещё молод, время не ушло», — заметил владыка Димитрий, хотевший сделать Тихона архимандритом Троице-Сергиевой лавры, однако по просьбе Парфения велел записать и Тихона. В это же время архимандрит Тихон служил с преосвященным Афанасием пасхальную литургию в Тверском соборе. Во время Херувимской песни архиерей, стоя у жертвенника, вынимал частицы о здравии. В числе прочих сослужащих к нему подошёл и архимандрит Тихон с обычным прошением: «Помяни мя, владыко святый». — «Епископство твое да помянет Господь Бог во Царствии Своем», — отвечал владыка Афанасий, и тут только, заметив свою обмолвку, с улыбкой прибавил: «Дай вам Бог быть епископом». В тот же день в Санкт-Петербурге трижды метали жребий, и трижды выпадал жребий Тихона.
Новгородским викарием святитель Тихон был недолго. В 1762 году он временно председательствовал в Санкт-Петербургской Синодальной конторе, а 3 февраля 1763 года, после кончины епископа Воронежского и Елецкого Иоанникия (Павлуцкого), он получил новое назначение — на Воронежскую кафедру.

### На воронежской кафедре
Воронежская епархия, в состав которой помимо Воронежской губернии входили некоторые города Тамбовской, Орловской и Курской губерний, а также Область Войска Донского, нуждалась тогда в преобразованиях. Широкие степи Дона сделались с конца XVII века удобным и излюбленным местом укрытия преследовавшихся правительством старообрядцев и сектантов. Нелегко было святителю Тихону бороться с нестроениями в церковной жизни. Его добрым намерениям ставились препятствия как со стороны отдельных лиц, так и со стороны светской власти, и даже духовенства.

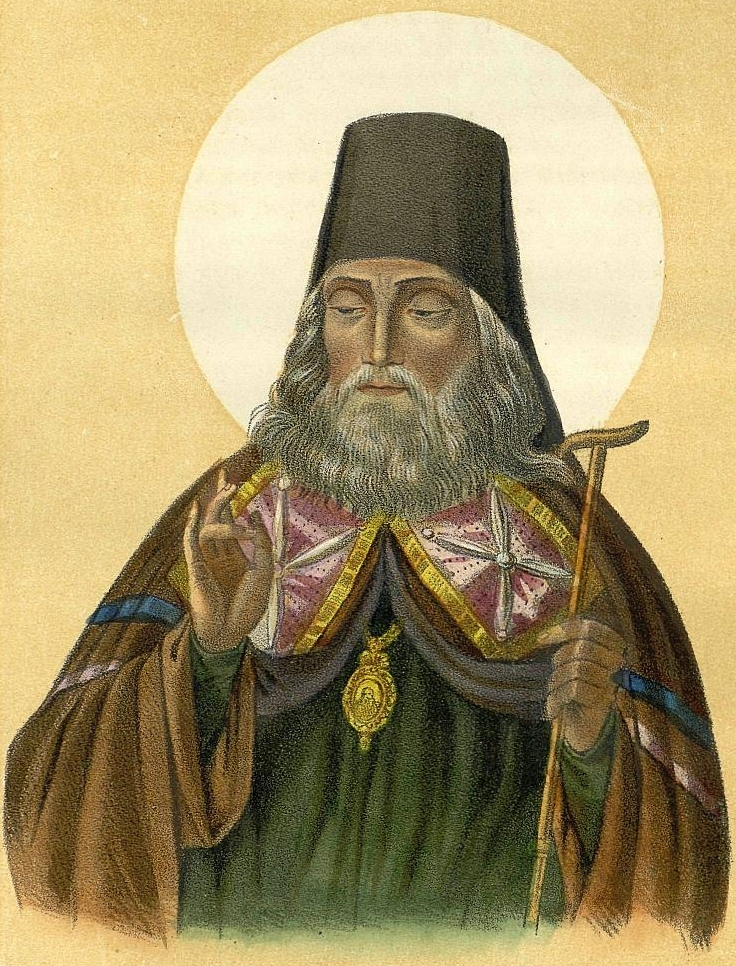
Иллюстрация из книги «Учение иже во святых отца нашего Святителя Тихона…» 1864 года

Святитель Тихон в первую очередь заботился о подготовке достойных пастырей — через развитие и правильную постановку школьного духовного образования — и ввёл строго уставное богослужение и требоисполнение. Святитель обратил особенное внимание на духовное образование. Поэтому-то его первой заботой была как организация школ для бедных детей духовенства, так и для самого духовенства. Святитель Тихон также старался ставить на духовные должности лиц достойных, внушал им правильное понятие об обязанностях своего звания. Заботясь о пастырях, святитель не забывал и о церковном благолепии: о ремонте и благоустройстве храмов, о церковной утвари, священных сосудах и святых иконах.
Чтобы дать священнослужителям истинные понятия о совершаемых ими таинствах, епископ Тихон в первый же год своего пребывания в Воронеже написал краткое поучение «О седми Святых Тайнах». В следующем году им написано «Прибавление к должности священнической о тайне святаго покаяния». В этом сочинении он руководствует духовных отцов, как им поступать при исповеди, как в одних возбуждать чувство истинного раскаяния и сокрушённого исповедания своих грехов, а других, которые предаются неумеренной скорби о грехах, доходящей до отчаяния, — утешать милосердием Божиим.
Чтобы побудить священнослужителей к проповеданию слова Божия и приучить их к чтению душеполезных книг, святитель Тихон предписал, чтобы на литургии всякий воскресный и праздничный день читать или Толковое Евангелие того дня, или из какой-либо другой книги, принятой в Церкви. Он установил в кафедральном соборе (по воскресным дням) проповедание слова Божия, вызвав для этой цели из Московской Славяно-греко-латинской академии И. В. Турбина. К слушанию его поучений должны были собираться священнослужители. В уездные города была разослана особая книжка для чтения в церквах. Духовенству было дано наставление, в котором разъяснялись высокие обязанности священника.
Он первый из архипастырей запретил в своей епархии телесные наказания священнослужителей, защищал своих подчинённых и от светских властей.
Воспитание будущих пастырей находилось постоянно в центре внимания преосвященного Тихона. По прибытии его в Воронеж в епархии имелось всего две школы, да и те пришлось закрыть из-за нерадивости духовных воспитателей и побегов учеников. Он предписал по всем городам открывать славянские школы, но они оказались малополезными. Тогда были открыты два латинских духовных училища в Острогожске и Ельце. В 1765 году святитель преобразовал Воронежскую славяно-латинскую школу в духовную семинарию, выписав учителей из Киева и Харькова. Преосвященный Тихон часто посещал классы, отмечал лучшие места из писателей для толкования воспитанникам. Для нравственного руководства учеников составил инструкцию («Инструкция, что семинаристам должно наблюдать»).
Поражённый дурным состоянием воронежских монастырей, святитель Тихон усердно принялся за их исправление и сочинил 15 статей увещания к инокам.
Не довольствуясь одною устною проповедью, которую не все могли слышать, епископ Тихон писал и рассылал по церквам особые сочинения для народа, в которых боролся против «годового торжества» в честь языческого божества Ярилы, с сумасбродством и пьянством во время масленицы.
Современники единодушно свидетельствуют о громадном нравственном влиянии святителя Тихона на общественную и культурную жизнь Воронежа.
С юных лет святитель Тихон стремился к уединённой иноческой жизни. Но многосложные и многочисленные епархиальные дела не позволяли осуществиться его желанию. Ни одной праздничной церковной службы не пропускал святитель Тихон и не оставлял без назидания свою паству. В своих поучениях он особенно ополчался против сребролюбия и различных видов хищения, безнравственных увеселений, против роскоши, скупости и недостатка любви к ближним.
Постоянные труды и заботы, от которых святитель Тихон никогда не имел отдыха, а также неприятности и частые затруднения при исполнении благих намерений, сильно расстроили здоровье святителя. Все чаще стали появляться и нервные, и сердечные приступы, самые незначительные простуды давали тяжелые осложнения.

### На покое

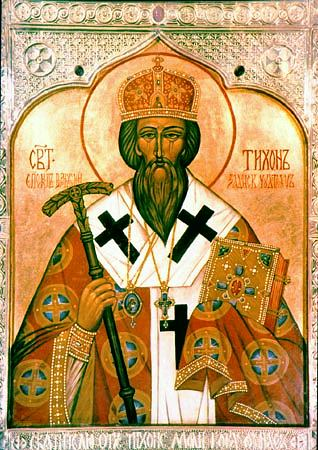
Святитель Тихон Задонский

В высшей степени требовательный к себе святитель не счёл себя вправе занимать епископскую кафедру из-за опасения хотя бы малейших упущений по службе, которые могли быть вызваны его болезненным состоянием. По своему настойчивому прошению 17 декабря 1767 года он получил разрешение удалиться на покой. Ему была назначена пенсия и дозволено жить там, где он пожелает. Святитель сначала поселился в Толшевском Спасо-Преображенском монастыре (в 40 верстах от Воронежа), с марта 1769 года (из-за неблагоприятных климатических условий) переехал в Задонский монастырь, где и жил до самой кончины.
Живя на покое, святитель Тихон показал пример высокого благочестия и аскетизма. Все время его проходило в богословских занятиях и молитве, за исключением 4—5 часов тревожного сна. Он жил среди самой бедной обстановки, пищу употреблял самую скудную. Несмотря на слабость сил, часто занимался тяжёлыми работами (колол дрова, косил сено и т. д.). Строгий к себе, он был любовно снисходителен к другим. Его глубокое смирение и всепрощение были тем замечательнее, что по природе он был человек горячий и нервный. Он до земли кланялся своему келейнику, если видел, что тот оскорбился каким-нибудь его замечанием.
Келия святителя Тихона сделалась источником духовного просвещения для обширного округа. Из ближних и дальних мест сюда стекался народ, чтобы получить его наставления и благословение. Особенно любил святитель беседовать с простым народом, утешал его в тяжкой доле, увещевал не роптать, разорённым помогал деньгами. Из монастырской слободы к нему ходили дети, которых он учил молитвам и приучал к церкви. Иногда он сам являлся в дома нуждавшихся в его участии. Он был миротворцем в ссорах окрестных дворян и ходатаем пред ними за их угнетённых крестьян. На благотворения шла вся его пенсия и все, что он получал в дар от знакомых.
На покое святитель Тихон написал свои лучшие духовные произведения. Плодом размышлений его о природе и о людях, который святитель Тихон завершил на покое, были «Сокровище духовное, от мира собираемое» (1770) и «Об истинном христианстве» (1776).

### Кончина
В праздник Рождества Христова 1779 года в последний раз был в храме на Божественной литургии. 29 января 1782 года святитель составил духовное завещание, в котором, воздав славу Богу за все Его благодеяния к нему, словами апостола Павла выразил упование на милость Божию и за пределами земной жизни.
Скончался святитель в воскресенье, 13 августа 1783 года. «Смерть его была столь спокойна, что как бы заснул». Погребён святитель Тихон был в Задонском Рождество-Богородицком монастыре, где и ныне почивают его мощи.

## Канонизация и почитание
Благодаря многочисленным свидетельствам о чудесах, совершавшихся при его мощах, Тихон Задонский был причислен к лику святых Русской православной церковью в 1861 году.
13 августа 1861 года в Задонске в торжественной обстановке при огромном стечении паломников со всех концов России митрополит Новгородский и Санкт-Петербургский Исидор (Никольский) в сослужении многочисленных иерархов и духовенства открыл мощи святителя Тихона. В 1862 году Фёдор Верховцев выполнил раку с сенью для мощей Тихона Задонского. В ней 35 пудов серебра и 1 пуд золота.
Его память совершается 19 июля (1 августа) и 13 (26) августа.
Особо принято молиться святителю Тихону о врачевании душевных недугов: депрессии, алкоголизма, помешательства, беснования.
В 2021 году открылся виртуальный музей «Святые покровители Воронежа», в котором представлено частное собрание старинных икон святителя Тихона.

## Мощи

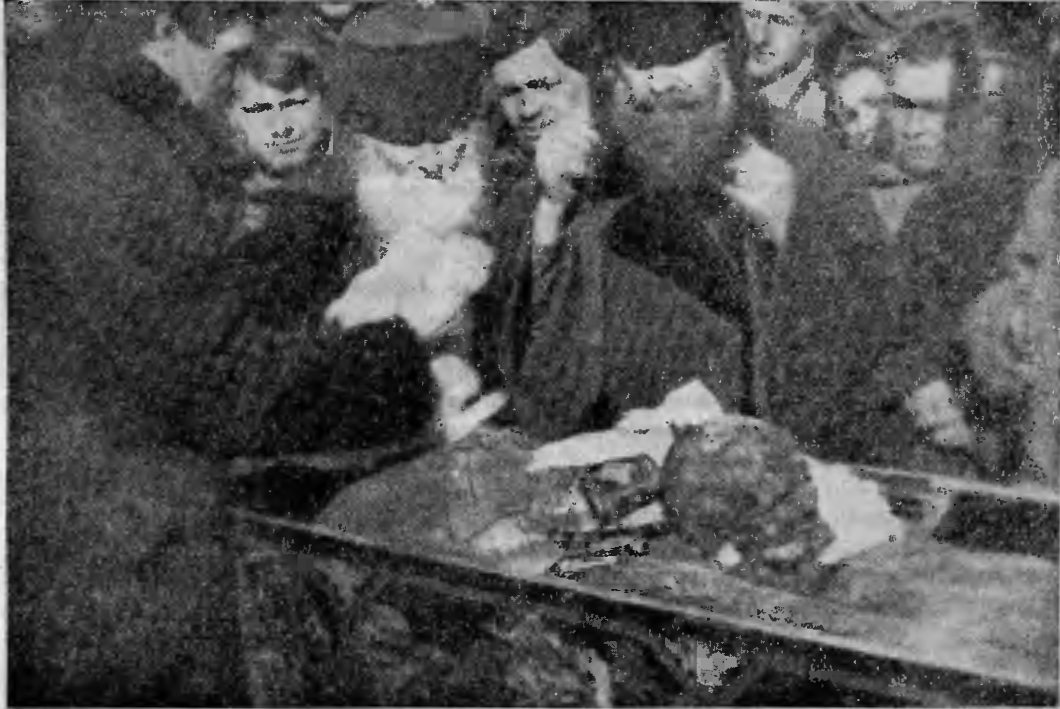
Вскрытие мощей Тихона Задонского в 1919 году

В 1846 году при разборке храма вынули из обвалившегося склепа полуразрушившийся гроб с останками Тихона и заявили, что несмотря на 63-летнее пребывание в сыром месте и архиерейское облачение епископа Тихона «найдено целым», и «тело его обретено нетленным». В 1860 году члены синодальной комиссии, посланной для освидетельствования гробницы, тоже констатировали нетленность останков епископа. Святейший Синод на основании этого освидетельствования «пришел к полному убеждению в истине нетления тела святителя Тихона» и постановил признать это тело «мощами святыми».
28 января 1919 года по приказу Чрезвычайной комиссии монахи вскрыли мощи, которые, как сообщалось в отчёте, представляли собой выветрившийся череп и истлевшие от времени, рассыпавшиеся при прикосновении части костей. Грудь и позвонки заменял железный каркас, облик человеческой фигуры этим останкам был придан при помощи картона, ваты и бинтов. Процесс вскрытия мощей снимался на киноплёнку, эти кадры, наряду с аналогичным вскрытием мощей Сергия Радонежского, вошли в один из хроникальных атеистических фильмов, распространённых в то время.
В 1932 году мощи передали в музей, вначале в Елец, а затем в Орёл. В 1942 году при немецких властях в Орле возобновилась богослужебная жизнь в храмах, и мощи были положены в Богоявленском соборе. С возвращением большевистской власти положение вновь изменилось. В 1960 году в Орле Богоявленский собор был закрыт и запланирован к сносу (снос удалось предотвратить переводом в собор Орловского областного театра кукол), после чего мощи во второй раз оказались в запасниках Орловского областного краеведческого музея.
Во время празднования 1000-летия Крещения Руси мощи были возвращены Церкви и находились в кафедральном Ахтырском соборе. 26 августа 1991 года мощи святителя Тихона возвратились в Богородицкий монастырь Задонска, а в Ахтырском соборе Орла осталась десница, которая издавна хранилась отдельно.

## Богословие

Памятник Тихону в Задонске (скульпторы И. П. Дикунов и Э. Н. Пак)

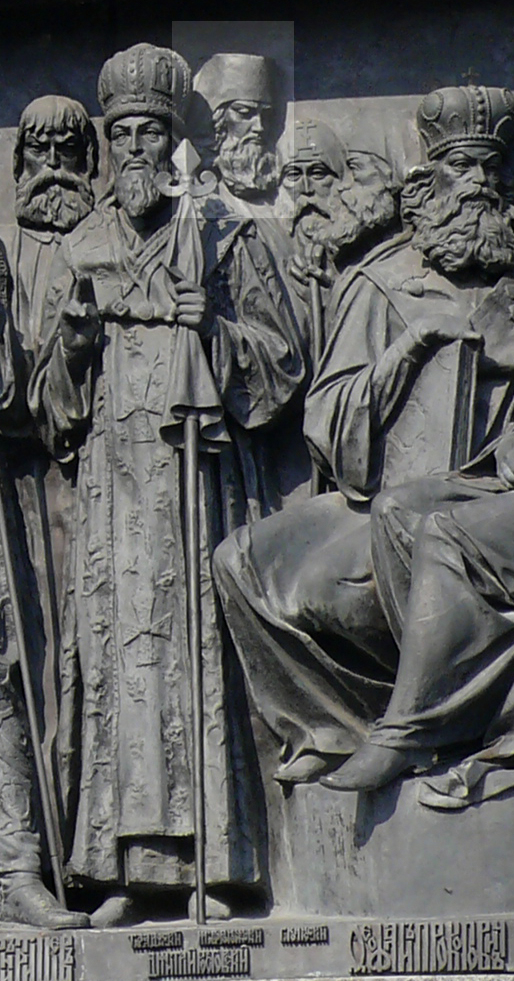
Тихон на Памятнике «1000-летие России»

В «Сокровище духовном» Тихон призывает к терпеливому перенесению скорбей («нашествия иноплеменников»), сравнивая Бога с отцом, который наказывает своих детей ради их исправления. Помимо традиционных грехов, он также критикует «танцы», «лошадиные скачки», «кулачные бои», «пиршенства» и празднование Ярилы.
Относительно иудеев Тихон исповедует «теологию замещения», утверждая, что от них «отнимется царство» (Мф. 21:43), а «христиане заняли место иудеев» и стали «новым Израилем».
Особо он останавливается на проповеди добрых дел, которые являются благодарностью за спасение человечества Богом и распространяются на «всех, знакомых и незнакомых, своих и чужих, единоверных и иноверных». Недостаток добрых дел бывает в том числе и от «недоброго воспитания», когда родители больше пекутся о том, чтобы выучить детей «по-французски» говорить и танцевать, а не о том, чтобы «по-христиански жить».
Помимо соблюдения заповедей большую роль для христианина играет молитва, ибо «без молитвы невозможно исправить себя». При этом Тихон настаивает на необходимости молитвы не только в церкви, но и «в доме, в собрании, при делах, в пути, на ложе, идя и сидя, трудясь и отдыхая».
Жизнь христианина проходит в состоянии невидимой брани, то есть сражений с демонами, которые не прекращаются до самой смерти. Оружием демонов являются страсти, а оружием христиан «слово Божие и молитва». Союзниками демонов являются злые люди, а союзниками христиан — пастыри.
Тихон принимает католическое учение  о семи таинствах и семи смертных грехах. При этом в согласии с греко-православной традицией он настаивал на причащении квасным пшеничным хлебом. Для обозначения превращения хлеба в Тело он использовал глагол «прелагаются».

## Влияния
Вероятно влияние немецкого пиетизма на жизнь и творчество святителя Тихона через книги Иоганна Арндта (1555—1621), которые переводились на русский язык. В свою очередь, святитель повлиял на творчество Фёдора Достоевского.

## Сочинения
- Сокровище духовное, от мира собираемое
- Об истинном христианстве
- Проповеди краткие
- Наставление монашествующим
- Письма келейные
- Письма к некоторым приятелям посланные
- Наставление христианское
- Плоть и дух
- Увещание жителям Воронежа об уничтожении ежегодного празднества, называвшегося Ярило